# Michael Zürn (Politikwissenschaftler)
Michael Zürn (* 14. Februar 1959 in Esslingen am Neckar) ist ein deutscher Politikwissenschaftler. Er ist seit 2004 Direktor der Abteilung „Global Governance“ am Wissenschaftszentrum Berlin für Sozialforschung (WZB) und Professor für Internationale Beziehungen an der Freien Universität Berlin. Er war bis 2024 Sprecher des DFG-Exzellenzclusters Contestations of the Liberal Script.

## Biografie
Zürn absolvierte 1984 an der University of Denver den Master in Internationalen Beziehungen. 1987 legte er sein erstes Staatsexamen in Politikwissenschaft und Germanistik an der Universität Tübingen ab. Im selben Jahr besuchte er die Essex Summer School in Social Science, Data Analysis and Collection.
1991 wurde er an der Universität Tübingen über das Thema Spieltheorie, Funktionalismus und Internationale Politik promoviert.
Von 1989 bis 1991 war Zürn wissenschaftlicher Mitarbeiter am Institut für Politikwissenschaft in Tübingen, 1991 Gastprofessor an der University of Denver und von 1991 bis 1992 wissenschaftlicher Assistent in Tübingen. Seit 1993 war er als Professor der Politikwissenschaften an der Universität Bremen in verschiedenen Funktionen tätig: von 1995 bis 2004 leitete er das Institut für Interkulturelle und Internationale Studien. In der Zeit von 1997 bis 2000 war er Direktor des Zentrums für Europäische Rechtspolitik und von 2001 bis 2003 Direktor des Instituts für Politikwissenschaft; von 2001 bis 2003 war er Mitbegründer und Vorstandsmitglied der Graduate School of Social Sciences (BIGSSS) der Universität Bremen und leitete von 2002 bis 2004 den Sonderforschungsbereich „Staatlichkeit im Wandel“. 2004 wechselte er nach Berlin an das Wissenschaftszentrum Berlin für Sozialforschung (WZB) und an die Freie Universität Berlin. Parallel war er von 2004 bis 2009 Gründungsdirektor und Dekan der Hertie School of Governance in Berlin.
2008 begründete er die Berlin Graduate School for Transnational Studies (BTS) mit, ist dort Vorstandsmitglied und war von 2015 bis 2018 Direktor der BTS. Von 2016 bis 2018 war er Sprecher der DFG-Forschergruppe Overlapping Spheres of Authority and Interface Conflicts in the Global Order und ist seit 2019 gemeinsam mit Tanja Börzel Sprecher des Exzellenzclusters Contestations of the Liberal Script, das von der Deutschen Forschungsgemeinschaft gefördert wird und an dem neben der Freien Universität Berlin, die Humboldt-Universität zu Berlin, das Wissenschaftszentrum Berlin für Sozialforschung sowie fünf weitere Berliner Wissenschaftseinrichtungen beteiligt sind.
Seit 2007 ist er Mitglied der Sozialwissenschaftlichen Klasse und seit 2013 auch Vorstandsmitglied der Berlin-Brandenburgischen Akademie der Wissenschaften. 2014 wurde er in die Academia Europaea gewählt.
Darüber hinaus bekleidet Zürn eine Reihe von Ämtern in Beratungs- oder Aufsichtsgremien: Er ist seit 2018 Mitglied des Rates der Universität Konstanz, seit 2017 Mitglied des Aufsichtsrates der Heinrich-Böll-Stiftung, war von 2012 bis 2016 Mitglied im Stiftungsrat des Hanse-Wissenschaftskollegs und Mitglied des International Academic Council (IAC) des Wissenschaftlichen Beirats, von 2016 bis 2024 Mitglied des Stiftungsrates der Deutschen Stiftung für Friedensforschung (DSF), von 2014 bis 2022 Vorsitzender des Wissenschaftlichen Beirats des German Institute of Global and Area Studies (GIGA) in Hamburg und von 2005 bis 2018 Mitglied des Präsidiums der Deutschen Gesellschaft für Auswärtige Politik (DGAP). Seit 2021 ist er Mitglied im Dahrendorf-Programme „Europe in a Changing World“ der University of Oxford (UK) und seit Anfang 2025 Mitglied des Wissenschaftlichen Beirats der Queen’s University Belfast.
Weiterhin war er u. a. Mitglied des Präsidiums des Deutschen Kirchentages, des Senats der DFG, im Vorstand der Stiftung Entwicklung und Frieden, Gutachter des Europäischen Forschungsrats (ERC), Vorsitzender des Wissenschaftlichen Beirats des Käte Hamburger Kolleg / Centre for Global Cooperation Research, und Vorsitzender des Wissenschaftlichen Beirats des Exzellenzclusters „Normative Orders“ an der Johann Wolfgang Goethe-Universität in Frankfurt. Er gehört der Mitgliederversammlung der Heinrich-Böll-Stiftung an.
Zürn ist gemeinsam mit Mitja Sienknecht Herausgeber des Blogs „Orders Beyond Borders“, einer der Herausgeber des Leviathan und Mitglied in zahlreichen Redaktionsleitungen von sozialwissenschaftlichen Zeitschriften.
2021 erhielt Zürn den Berliner Wissenschaftspreis vom Regierenden Bürgermeister Berlins. Ebenso war er als Fellow im Thomas Mann Haus in Los Angeles im gleichen Jahr.
Zürn ist verheiratet und hat ein Kind.

## Forschungsschwerpunkte
Seine wissenschaftlichen Arbeiten können grob vier Themenbereichen zugeordnet werden: Zum einen hat er mit seinen frühen regimetheoretischen Arbeiten und deren Weiterentwicklung zur Governanceanalyse zu einer Öffnung der Internationalen Beziehungen zum sozialwissenschaftlichen Institutionalismus beigetragen. Er hat dabei zu einer Fortentwicklung eines akteursorientierten Institutionalismus als Theorie der Internationalen Beziehungen beigetragen, die seit seiner Grundlegung des situationsstrukturellen Ansatzes darauf abzielt, eine Handlungstheorie zu entwickeln, die in die Anerkennungsverhältnisse und die ideellen Grundlagen der Weltpolitik eingebettet ist. Seine Theorie der Global Governance hat diesen Strang weitergeführt.
Zum zweiten hat Zürn entscheidend dazu beigetragen, dass normative Konzepte in die empirische Analyse internationaler Beziehungen Eingang gefunden haben. Seine Arbeiten zur Rolle des demokratischen Prinzips und zur Rolle des Rule of Law in der Weltpolitik waren dafür wegweisend. Damit hat Zürn zur Entwicklung des Feldes der „International Political Theory“ wesentlich beigetragen.
Ein dritter und neuerer Schwerpunkt der Arbeiten von Zürn stellt die empirische Erforschung von Politisierungsprozessen und Legitimationskämpfen in internationalen Organisationen und deren Rückwirkungen auf nationale Politik dar. Das von Zürn eingeführte Politisierungskonzept hat ein reichhaltiges Forschungsprogramm begründet, dessen Relevanz gerade angesichts der gegenwärtigen Krisen europäischer und internationaler Institutionen bezeugt wurde. In diesen Bereich fallen auch die neueren Arbeiten über eine neue Konfliktlinie zwischen Kosmopolitismus und Kommunitarismus, die im Kern eine Auseinandersetzung über die Bedeutung von Grenzen und den zunehmenden Gegensatz zwischen Kapital und Arbeit im Zeitalter der Globalisierung ist.
Viertens hat Zürn die Schnittstellen zwischen den Internationalen Beziehungen und dem Recht in einigen wichtigen Publikationen eruiert. Es geht dabei insbesondere um die Frage, wie sich rechtlich verfasste Normen von anderen sozialen Normen in den Internationalen Beziehungen unterscheiden und ob rechtliche Normen oder gar das Rule of Law einen legitimitätserzeugenden Charakter haben.

## Publikationen (Auswahl)
Zürn hat insgesamt über 300 Publikationen in den wichtigsten Zeitschriften seiner Fachgebiete publiziert, darunter World Politics, International Organization, International Theory, European Journal of International Relations, Politische Vierteljahresschrift und Leviathan. Viele dieser Publikationen sind in Ko-Autorenschaft erschienen, so dass auch immer neue Themen erschlossen werden konnten. In einer Analyse der Publikationen in der deutschen Politikwissenschaft wird er daher als „the center of the German political science universe“ bezeichnet.
Zu seinen wichtigsten Büchern gehören:
- Gerechte internationale Regime. Bedingungen und Restriktionen der Entstehung nicht-hegemonialer internationaler Regime untersucht am Beispiel der Weltkommunikationsordnung. Haag & Herchen, Frankfurt am Main 1987, ISBN 3-89228-088-6.
- mit Manfred Efinger und Volker Rittberger: Internationale Regime in den Ost-West-Beziehungen. Ein Beitrag zur Erforschung der friedlichen Behandlung internationaler Konflikte. Haag & Herchen, Frankfurt am Main 1988, ISBN 3-89228-205-6.
- mit Volker Rittberger: Forschung für neue Friedensregeln. Rückblick auf zwei Jahrzehnte Friedensforschung. Akademie der Diözese Rottenburg-Stuttgart, Stuttgart 1989, ISBN 3-926297-26-3.
- Interessen und Institutionen in der internationalen Politik. Grundlegung und Anwendungen des situationsstrukturellen Ansatzes. Leske + Budrich, Opladen 1992, ISBN 3-8100-0979-2.
- Regieren jenseits des Nationalstaates. Globalisierung und Denationalisierung als Chance. Suhrkamp, Frankfurt am Main 1998, ISBN 3-518-41018-0.
- mit Marianne Beisheim, Sabine Dreher, Gregor Walter und Bernhard Zangl: Im Zeitalter der Globalisierung? Thesen und Daten zur gesellschaftlichen und politischen Denationalisierung. Nomos, Baden-Baden 1999, ISBN 3-7890-5834-3.
- mit Bernhard Zangl: Frieden und Krieg. Sicherheit in der nationalen und postnationalen Konstellation. Suhrkamp, Frankfurt am Main 2003, ISBN 3-518-12337-8.
- mit Günther Hellmann und Klaus-Dieter Wolf (Hrsg.): Die neuen Internationalen Beziehungen. Forschungsstand und Perspektiven in Deutschland. Nomos, Baden-Baden 2003, ISBN 3-8329-0320-8.
- mit Bernhard Zangl: Verrechtlichung – Baustein für Global Governance? Dietz Verlag, Bonn 2004, ISBN 3-8012-0347-6.
- mit Christian Joerges: Law and Governance in Postnational Europe. Cambridge University Press, Cambridge 2005, ISBN 0-521-84135-6.
- mit Gregor Walter (Hrsg.): Globalizing Interests. Pressure Groups and Denationalization. State University of New York Press, Albany 2005, ISBN 0-7914-6510-1.
- mit Helmut Breitmeier und Oran R. Young: Analyzing International Environmental Regimes. From Case Study to Database. The MIT Press, Cambridge/Massachusetts / London/UK 2006, ISBN 0-262-52461-9.
- mit Nicole Deitelhoff: Lehrbuch der Internationalen Beziehungen. Per Anhalter durch die IB-Galaxis. C. H. Beck, München 2016, ISBN 978-3-406-65439-8.
- A Theory of Global Governance. Authority, Legitimacy, and Contestation. Oxford University Press, Oxford 2018, ISBN 978-0-19-881998-1.
- mit Pieter de Wilde, Wolfgang Merkel, Ruud Koopmans und Oliver Strijbis: The Struggle Over Borders, Cosmopolitanism and Communitarianism. Cambridge University Press, Cambridge 2019, ISBN 978-1-108-71822-6.
- mit Armin Schäfer: Die demokratische Regression. Die politischen Ursachen des autoritären Populismus. Suhrkamp, Berlin 2021, ISBN 978-3-518-12749-0.
- mit Armin Schäfer: The Democratic Regression. The Political Causes of Authoritarian Populism. Cambridge/Hoboken, NJ: Polity Press, ix, 2023, 234 S.

Neuerscheinungen (Auswahl):
2025
- "Trump und sein Bullshit-Bingo. Interview mit Michael Zürn". In: Radio Bremen, 06.02.2025
- "Bullshitting" und Lügen in der Politik". In: WDR5, 27.01.2025
- 'Einfach zu sagen, wir sind jetzt wieder neutral, funktioniert nicht'". In: wissenschaftskommunikation.de, 27.01.2025.
- "'Trump hat die USA mit Bullshit überflutet'". In: Handelsblatt, 23.01.2025, S. 12.
- "'Bullshitting' und Lügen: Angriffe auf die liberale Demokratie. SZ-Podcast auf den Punkt". In: Süddeutsche Zeitung, 18.01.2025.
- 'Ein Vorgeschmack, wie sich autoritäre Parteien die Außenpolitik vorstellen'". In: Spiegel Online, 16.01.2025.

2024
- "Wie kann eine demokratische Gesellschaft ihre Vernunft verlieren?". In: FAZ, 30.12.2024.
- mit Stiller, Fritjof: "Die notwendige Selbsttransformation des liberalen Skripts". In: Leviathan - Berliner Zeitschrift für Sozialwissenschaft, Sonderband 42 "Zur Kritik des liberalen Skripts. Innere Spannungen, gebrochene Versprechen und die Notwendigkeit der Selbsttransformation", herausgegeben von Michael Zürn. Baden-Baden: Nomos Verlagsgesellschaft, 2024, S. 378–404.
- "Das liberale Skript und seine Probleme". In: Leviathan - Berliner Zeitschrift für Sozialwissenschaft, Sonderband 42 "Zur Kritik des liberalen Skripts. Innere Spannungen, gebrochene Versprechen und die Notwendigkeit der Selbsttransformation", herausgegeben von Michael Zürn. Baden-Baden: Nomos Verlagsgesellschaft, 2024, S. 9–35.
- "Reflections on Endogenous Crises Explanations in a World of Liberal Order". In: Global Studies Quarterly, Vol. 4, No. 2, 2024, S. 1–6.
- mit Wajner, Daniel F. /Destradi, Sandra: "The Effects of Global Populism. Assessing the Populist Impact on International Affairs". In: International Affairs, Vol. 100, No. 5, 2024, S. 1819–1833.
- mit Stefan Gosepath: "Anfechtungen und Selbsttransformation des liberalen Skripts". In: Mahmoud Bassiouni/Eva Buddeberg/Mattias Iser/Anja Karnein/Martin Saar (Hg.): Die Macht der Rechtfertigung. Perspektiven einer kritischen Theorie der Gerechtigkeit. Berlin: Suhrkamp, 2024, S. 300–334.
- mit Johannes Gerschewski, Heiko Giebler, Sebastian Hellmeier und Eda Keremoglu: The Limits of Sportswashing. How the 2022 FIFA World Cup Affected Attitudes about Qatar". In: PLoS ONE, Vol. 19, No. 8, Article e0308702, S. 1–19. https://dx.doi.org/10.1371/journal.pone.0308702.
- "A Conclusion: The American Version of the Liberal Script, or How Exceptionalism Leads to Exceptionalism". In: Tanja A. Börzel/Thomas Risse/Stephanie B. Anderson/Jean A. Garrison (Eds.): Polarization and Deep Contestations. The Liberal Script in the United States. Contestations of the Liberal Script - Scripts. Oxford/New York, NY: Oxford University Press, S. 247–267. https://dx.doi.org/10.1093/oso/9780198916444.003.0013.
- "Public Sphere and Global Governance". In: Philosophy & Social Criticism, Vol. 50, No. 1, S. 255–277. (vorab online publiziert 03.10.2023). https://dx.doi.org/10.1177/01914537231203547.
- "Weitere Beobachtungen zur demokratischen Regression und ihren Beobachtungen". In: Julian Nida-Rümelin/Timo Greger/Andreas Oldenbourg (Hg.): Normative Konstituenzien der Demokratie. Berlin: De Gruyter, S. 329–340. https://dx.doi.org/10.1515/9783111118147.
- "The Best Books to Understand Global Governance in Times of Disruption" [Sammelrezension]. In: Shepherd - Explore, Discover, Read, 15.01.2024. https://shepherd.com/best-books/understanding-global-governance-in-disruption.
- "Authoritarian Forms of Rule in the Twenty-First Century". In: Günter Frankenberg/Wilhelm Heitmeyer (Eds.): Drivers of Authoritarianism. Paths and Developments at the Beginning of the 21st Century. Elgar Studies in Law and Politics. Cheltenham/Northampton, MA: Edward Elgar, S. 60–83.
- "Die doppelte Schieflage der Diplomiertendemokratie". In: Table.Briefings - For Better-informed Decisions, 14.03.2024.
- "Quanqiuzhili lilun. quanwei, hefaxing yu zhenglun." Beijing: Social Sciences Literature Press, III, IV, VI, IV, 348 S. (A Theory of Global Governance. Authority, Legitimacy, and Contestation, in chinesischer Sprache)
- mit Stefan Gosepath: Anfechtungen und Selbsttransformation des liberalen Skripts". In: Mahmoud Bassiouni/Eva Buddeberg/Matthias Iser/Anja Karnein/Martin Saar (Hg.): Die Macht der Rechtfertigung. Perspektiven einer kritischen Theorie der Gerechtigkeit. Berlin: Suhrkamp Verlag, S. 300–334. https://dx.doi.org/978-3-518-30072-5>.
- mit Stefen Huck: "Wie Mittelmäßigkeit das europäische Projekt gefährdet". In: Table.Briefings - For Better-informed Decisions, 22.05.2024.
- mit Katrin Schmermund: "Eine Errungenschaft für freie Wissenschaft. Die Bedeutung von Artikel 5 Absatz 3 des Grundgesetzes für Forschung und Lehre". In: Forschung & Lehre - Alles was die Wissenschaft bewegt, Jg. 31, H. 5, S. 348–350. https://www.forschung-und-lehre.de/zeitfragen/eine-errungenschaft-fuer-freie-wissenschaft-6424.
- mit Armin Schäfer: The Populism Trap: Discontents and Challenges to Democracy. About the book The Democratic Regression. The Political Causes of Authoritarian Populism". In: Politics and Rights Review, 28.08.2024. https://politicsrights.com/populism-trap-discontents-challenges-democracy/.

2023
- mit Armin Schäfer: The Democratic Regression. The Political Causes of Authoritarian Populism. Cambridge/Hoboken, NJ: Polity Press, ix, 234 S. (Die demokratische Regression, in englischer Sprache).
- "Authority in International Relations. Contracted, Inscribed, or Reflexive?". In: Christopher Daase/Nicole Deitelhoff/Antonia Witt (Eds.): Rule in International Politics. Cambridge/New York, NY: Cambridge University Press, S. 33–60. https://dx.doi.org/10.1017/9781009307703.004>.
- "Die regulative Idee der Wahrheit und demokratische Regression". In: Leviathan - Berliner Zeitschrift für Sozialwissenschaft, Sonderband 40 "Zur Diagnose demokratischer Regression", herausgegeben von Peter Niesen. Baden-Baden: Nomos Verlagsgesellschaft, S. 54–82. https://dx.doi.org/10.5771/9783748933076-54.
- "Welchen Preis hat die Freiheit? Über liberales Denken in Zeiten des Klimawandels". In: WZB-Mitteilungen, H. 3, Nr. 181, Online-Supplement. https://www.wzb.eu/de/artikel/welchen-preis-hat-die-freiheit.
- "Globalisation and Democratic Regression". In: Ralf Fücks/Rainald Manthe (Eds.): Update Liberalism. Liberal Answers to the Challenges of Our Time. X-Texte zu Kultur und Gesellschaft. Bielefeld: transcript, S. 23–28. (Liberalismus neu denken. Freiheitliche Antworten auf die Herausforderungen unserer Zeit, in englischer Sprache)

2022
- "How Non-Majoritarian Institutions Make Silent Majorities Vocal. A Political Explanation of Authoritarian Populism". In: Perspectives on Politics, Vol. 20, No. 3, S. 788–807. (vorab online publiziert 26.05.2021) https://dx.doi.org/10.1017/S1537592721001043.

2021
- "On the Role of Contestations, the Power of Reflexive Authority, and Legitimation Problems in the Global Political System". In: International Theory - A Journal of International Politics, Law and Philosophy, Vol. 13, No. 1, S. 192–204. (vorab online publiziert 28.12.2020) https://dx.doi.org/10.1017/S1752971920000391.
- mit Martin Binder und Alexandros Tokhi: "The International Authority Database". In: Global Policy, Vol. 12, No. 4, S. 430–442. (vorab online publiziert 19.06.2021) https://dx.doi.org/10.1111/1758-5899.12971.